# Väinö Kamppuri
Väinö Kamppuri, född 11 augusti 1891 i Viborg, död 10 juli 1972 i Hattula, var en finländsk målare.
Kamppuri studerade 1909–1914 vid Viborgs konstvänners och Finska konstföreningens ritskolor samt företog studieresor utomlands till Köpenhamn (1914) och Madrid (1927 och 1930).
Kamppuri är mest känd som landskaps- och porträttmålare. Många av hans landskap är målade i Mierola i Hattula vid Vanajavesi där han bodde i över trettio år. I början av 1920-talet påverkades Kamppuri bl.a. av Ilmari Aalto och målade bl.a. stilleben i hans och Mikko Carlstedts stil. Han beundrade liksom dessa Cézanne och tog intryck av impressionister och gamla spanska mästare såsom Jusepe de Ribera. Från 1930-talet härstammar även en rad stämningsfyllda stadsvyer och fönsterutsikter från Helsingfors och en del av hans bästa skärgårds- och Lapplandsmotiv. Kamppuris målningar utmärks av en enkel och fast form och en sparsam kolorit i grå och bruna nyanser.
Han tilldelades Pro Finlandia-medaljen 1954 och förlänades professors titel 1968.